# SM UB-15
SM UB-15 – niemiecki jednokadłubowy okręt podwodny typu UB I zbudowany w stoczni AG Weser w Bremie w latach 1914-1915. Wszedł do służby w Kaiserliche Marine 11 kwietnia 1915 roku. 18 czerwca 1915 roku okręt został przekazany Kaiserliche und Königliche Kriegsmarine, gdzie dosłużył do chwili przekazania Włochom jako reperacje wojenne w listopadzie 1918 roku.

## Budowa
SM UB-15 należał do typu UB I. Był małym jednokadłubowym okrętem przeznaczonym do działań przybrzeżnych, o prostej konstrukcji; długości 28,1 metrów, wyporności w zanurzeniu 142 tony, zasięgu 1650 Mm przy prędkości 5 węzłów na powierzchni oraz 45 Mm przy prędkości 4 węzły w zanurzeniu.
Wymogiem przy projektowaniu tych okrętów była możliwość transportu koleją, dzięki temu część z nich została przetransportowana nad Adriatyk, gdzie operowały z baz austriackich. UB-15 został więc po wybudowaniu rozebrany na części i przewieziony koleją do Puli. Podczas ponownego składania okrętu, 4 czerwca dowództwo jednostki objął Heino von Heimburg – dotychczasowy dowódca U-11, z którego przejął także część załogi. Heino von Heimburg następnie został dowódcą UB-14, UC-22, UB-68 oraz U-35. Pod jego dowództwem okręty te zatopiły 20 statków o łącznej pojemności 44 892 BRT i pięć okrętów. 11 sierpnia 1917 roku został odznaczony Pour le Mérite, 14 lub 18 czerwca okręt został przekazany Austro-Węgrom.

## Służba
10 czerwca 1915 roku, podczas pierwszego patrolu po Adriatyku, w pobliżu Porto di Piave Vecchia SM UB-15 zatopił włoski okręt podwodny „Medusa” o wyporności 245 BRT. Po przekazaniu okrętu Kaiserliche und Königliche Kriegsmarine dowództwo nad okrętem objął austriacki kapitan, w czasie dalszej służby U-11 nie zatopił ani jednego statku.
Po podpisaniu rozejmu w Compiegne i zaprzestaniu działań wojennych okręt został przekazany Regia Marina. Został zezłomowany w 1920 roku.